# 宋家沟镇
宋家沟镇，原为宋家沟乡，是中华人民共和国山西省忻州市岢岚县下辖的一个乡镇级行政单位。2021年2月，撤乡设镇。2021年5月，撤销王家岔乡，整建制并入宋家沟镇。以原王家岔乡和原宋家沟镇的行政区域为宋家沟镇的行政区域。

## 行政区划
宋家沟镇下辖以下地区：
宋家沟村、高家湾村、口子上村、铺上村、柳林湾村、明家沟村、吴家岔村、鸡儿焉村、黄道川村、马跑泉村、官地村、沙坡子村、和尚泉村、长崖子村、甘沟村、牛碾沟村、北方沟村、南沟村、偏道沟村、燕家村、程家村和安子村。

## 中国传统村落
北方沟村获评“中国传统村落”。